# 古田厚子
古田 厚子（ふるた あつこ、1971年7月9日 - ）は、福岡県を拠点に活動する女性タレント及びファッションモデルである。

## 略歴・人物
- 1996年、「ミス福岡」に選ばれる。九州屈指のタレント・モデルプロダクション（株）ノーメイクに所属し、モデル、タレントしてデビューする。いわゆるローカルタレントである。既婚者。
- 愛称は「あっちゃん」、「アッちゃん」。
- 身長は160cm。現役のモデルとしては小柄であるが四肢は長い。いわゆる「モデル体型」である。
- 中学時代はバレー部キャプテンとして九州大会まで勝ち上がった。（新庄剛志と同じ中学校出身で同級生でもある）
- スポーツウーマンで体を鍛えている。そのため露出の少ない衣装になると腕などの筋肉が美しく映える。
- RKB、KBCを中心に各局の番組に出演するが、かつて今日感テレビ日曜版ではレギュラーを務めていた。『今日感百貨店』『岩田屋定番コレクション』などレギュラーコーナーを担当し、ファッション／美容関係に強い。
- （株）ノーメイクを卒業後、「アツコプロダクション」を設立。2011年4月現在、本人のほか、20人強のモデル・タレントが所属している。
- レースクイーンであったとの経歴が噂されたが、真相は定かではない。
- 2016(H28)年にアツコプロダクションを基盤としてエスプリードを設立。代表取締役 社長
- タレント、イベント司会の他、人材教育コンサルタントとしても精力的に活動している。

## 出演番組
※全てRKB毎日放送
- 今日感テレビ（放送終了）
- 今日感テレビ日曜版（放送終了）
- タダイマ!
- 日曜もシエスタ